# Severní Marseilles
Severní Marseilles (v originále Bac Nord) je francouzský kriminální film z roku 2020, který režíroval Cédric Jimenez. Je volně založen na skutečných událostech.

## Děj
Greg Cerva, Yass a Antoine jsou členové policejní brigády BAC North, která má na starosti severní oblast města Marseille. Jejich práce je frustrující, protože nejvyššímu vedení jde pouze o úspěšnost, ale Greg, Yass a Antoine moc větších ryb nedostanou, protože se schovávají v městských ghettech a jsou tam chráněni gangy. Pro vznětlivého Grega je jeho práce čím dál zbytečnější, zatímco Yass je ve své práci opatrnější, protože jeho přítelkyně Nora čeká dítě. Antoine naproti tomu rád riskuje a má spolehlivého informátora na drogové scéně v mladé Amele. Yass se nakonec stane otcem chlapce a tři kolegové to hojně oslavují.
Gregův šéf Jérôme mu předá prefektův rozkaz, že policie potřebuje velký převrat, protože gangy v poslední době získávají převahu. Oba se rozhodnou přetnout v ghettu drogový kruh. Jérôme instruuje Grega, aby dal dohromady tým. Antoine hledá Amelu, aby získal informace z ghetta, ale ta požaduje platbu v drogách. Antoine se s ní dohodne na 5 kilogramech drog výměnou za informace, které pomohou rozbít obchod s drogami. Jérôme však odmítá využít zabavené drogy ze zapečetěného policejního skladu a Amel odmítne platbu drogami z předchozích razií, protože gangy v ghettu by si drogy speciálně označovaly, a byly by dále neprodejné. Jérôme dává policistům svobodu získat drogy jinými způsoby, ale nechce znát podrobnosti. Během následujících týdnů Greg, Yass a Antoine za pomoci dalších důstojníků zabavují malé částky soukromým uživatelům – nejprve na severu Marseille a později v centru města. Amel zase Antoinovi prozradí, že za tři dny se v ghettu očekává velká zásilka drog, která bude po krátké době přerozdělena. BAC Nord se připravuje na zákrok.
V den doručení drogy jsou Greg, Yass a Antoine na místě. Dodávka drog je sledována a je vydán příkaz. Antoine má pronásledovat kupce v malé dodávce, ale je rozpoznán jako policista. Dealeři uprchnou dřív, než dorazí policejní posila, ale Yassovi se podaří sledovat dodávku do hlavního skladiště. Policie obklíčí dům a zaútočit. Bylo nalezeno velké množství drog a zatčeno mnoho dealerů. Greg, Yass a Antoine jsou oslavováni jako hrdinové.
O dva měsíce později jsou ale Greg, Yass a Antoine zatčeni. Jsou obviněni z vydírání, korupce a obchodu s drogami, protože všichni tři přeprodávali malá množství drog. Jérôme, který by mohl celou situaci osvětlit, tvrdí, že nevěděl o operaci shromažďování drog pro informátora, zatímco Antoine odmítá prozradit Amelinu identitu. Ostatní důstojníci zapojení do akce sběru drog mlčí ze strachu, že budou také zatčeni. Greg, Yass a Antoine skončí ve vazbě. Hrozí jim až 20 let vězení. Jérômova zrada zasáhne Grega obzvlášť tvrdě a kolísá mezi hněvem, výbuchy násilí a depresí. Antoine nakonec odhalí Amelinu identitu. Je zatčena a státní zástupci následně upustí od vyšetřování obchodování s drogami, i když obvinění ze zneužívání pravomoci úřední osoby a porušování občanského práva zůstaly. Greg, Yass a Antoine jsou propuštěni z vazby.
V epilogu se uvádí, že Yass je nyní v policejních odborech a zastupuje kolegy proti jejich nadřízeným. Greg byl propuštěn z policie a pracuje jako obecní úředník a Antoine je vězeňský zřízenec.

## Obsazení
| Gilles Lellouche    | Greg Cerva |
| Karim Leklou        | Yass       |
| François Civil      | Antoine    |
| Adèle Exarchopoulos | Nora       |
| Kenza Fortas        | Amel       |
| Cyril Lecomte       | Jérôme     |
| Michaël Abiteboul   | Jacques    |
| Idir Azougl         | Kévin      |
| Vincent Darmuzey    | Stéphane   |
| Jean-Yves Berteloot | Yvon       |

## Ocenění
Na udělování Césarů byl film nominován v sedmi kategoriích: nejlepší film, nejlepší režie (Cédric Jimenez), nejlepší herec (Gilles Lellouche), nejlepší herec ve vedlejší roli (François Civil, Karim Leklou), nejlepší střih (Simon Jacquet) a nejlepší filmová hudba (Guillaume Roussel). Film nakonec získal ocenění ve speciální kategorii César des lycéens.